# (144897) 2004 UX10
(144897) 2004 UX10 ist ein großes transneptunisches Objekt im Kuipergürtel, das bahndynamisch als Cubewano (CKBO) eingestuft wird. Aufgrund seiner Größe gehört der Asteroid möglicherweise zu den Zwergplanetenkandidaten.

## Entdeckung
2004 UX10 wurde am 20. Oktober 2004 von einem Astronomenteam, bestehend aus Andrew Becker, Andrew Puckett und Jeremy Martin Kubica, mit dem 2,5–m–Ritchey Chretien-Teleskop am Apache-Point-Observatorium (New Mexico) entdeckt. Die Entdeckung wurde am 21. August 2006 bekanntgegeben, der Planetoid erhielt am 5. Dezember 2006 von der IAU die Kleinplaneten-Nummer 144897.
Nach seiner Entdeckung ließ sich 2004 UX10 auf Fotos bis zum 15. August 1953, die im Rahmen des Digitized-Sky-Survey-Programmes (DSS) am Palomar-Observatorium (Kalifornien) gemacht wurden, zurückgehend identifizieren und so seinen Beobachtungszeitraum um 51 Jahre verlängern, um so seine Umlaufbahn genauer zu berechnen. Seither wurde der Planetoid durch verschiedene Teleskope wie das Herschel-Weltraumteleskop sowie erdbasierte Teleskope beobachtet. Im Oktober 2018 lagen insgesamt 230 Beobachtungen über einen Zeitraum von 66 Jahren vor. Die bisher letzte Beobachtung wurde im Oktober 2018 am Purple Mountain-Observatorium durchgeführt durchgeführt. (Stand 9. März 2019)

## Eigenschaften

### Umlaufbahn
2004 UX10 umkreist die Sonne in 242,35 Jahren auf einer fast kreisförmigen Umlaufbahn zwischen 37,15 AE und 40,59 AE Abstand zu deren Zentrum. Die Bahnexzentrizität beträgt 0,044, die Bahn ist 9,53° gegenüber der Ekliptik geneigt. Derzeit ist der Planetoid 39,30 AE von der Sonne entfernt. Das Perihel durchlief er das letzte Mal 1950, der nächste Periheldurchlauf dürfte also im Jahre 2192 erfolgen.
Marc Buie (DES) klassifiziert den Planetoiden als Cubewano, wobei er zu den bahndynamisch heißen klassischen KBO gehört, während vom Minor Planet Center keine spezifische Einstufung existiert, es ordnet ihn als Nicht-SDO und allgemein als Distant Object ein.

### Größe und Rotation
Derzeit wird von einem Durchmesser von 398,1 km ausgegangen, basierend auf einem Rückstrahlvermögen von 14,1 % und einer absoluten Helligkeit von 4,75 m, was anhand von Daten des Herschel-Weltraumteleskops ermittelt wurde. Ausgehend von einem Durchmesser von 398 km ergibt sich eine Gesamtoberfläche von etwa 498.000 km2. Die scheinbare Helligkeit von 2004 UX10 beträgt 20,58 m.
Da es denkbar ist, dass sich 2004 UX10 aufgrund seiner Größe im hydrostatischen Gleichgewicht befindet und somit weitgehend rund sein könnte, erfüllt er möglicherweise die Kriterien für eine Einstufung als Zwergplanet. Mike Brown, der den Durchmesser selbst auf 409 km (Albedo 14 %, absolute Helligkeit 4,8 m) schätzt, geht davon aus, dass es sich bei 2004 UX10 möglicherweise um einen Zwergplaneten handelt. Gonzalo Tancredi gab 2010 noch keine Empfehlung ab.
Anhand von Lichtkurvenbeobachtungen rotiert 2004 UX10 in 5 Stunden und 40,8 Minuten einmal um seine Achse. Daraus ergibt sich, dass er in einem 2004 UX10-Jahr 374027,2 Eigendrehungen („Tage“) vollführt. Dies ist allerdings noch mit einigen Unsicherheiten behaftet, da die damalige Beobachtungszeit nicht ausreichte und die Fehlerquote bei ungefähr 30 % liegt.
Der Planetoid weist im sichtbaren Spektrum eine rötliche Färbung auf; es zeigt keine Oberflächencharakteristika, doch gibt eis eine kleine Abweichung der Absorptionslinien bei 0,8 μm.
| Jahr                                         | Abmessungen km   | Quelle              |
| -------------------------------------------- | ---------------- | ------------------- |
| 2008                                         | 505,0            | Tancredi            |
| 2010                                         | 529,0            | Tancredi            |
| 2012                                         | 398,1 +32,6−39,3 | Mommert u. a.       |
| 2012                                         | 554,02           | LightCurve DataBase |
| 2018                                         | 409,0            | Brown               |
| Die präziseste Bestimmung ist fett markiert. |                  |                     |